# Macroteleia philippinensis
Macroteleia philippinensis är en stekelart som beskrevs av Jean-Jacques Kieffer 1913. Macroteleia philippinensis ingår i släktet Macroteleia och familjen Scelionidae. Inga underarter finns listade i Catalogue of Life.